# 서왕초등학교
서왕초등학교는 대한민국 전라북도 군산시 나포면 서왕길 34 (서포리)에 있었던 초등학교이다.

## 연혁
- 1961년 2월 22일 나포국민학교 서왕분교장 개교(2학급)(설립인가 2월 1일)
- 1968년 3월 1일 서왕국민학교로 승격
- 1996년 2월 1일 서왕초등학교로 개칭
- 1997년 3월 1일 폐교 후 나포초등학교로 통합

## 폐교 이후
폐교 이후, 옹고집쌈밥 식당을 운영 중이다.